# La Bouche
La Bouche é um grupo alemão de eurodance liderado por Belle Johnson e Lane McCray.

## Biografia
La Bouche estreou com o single "Sweet Dreams" em 1994 e foi sucesso na América Latina, Europa e Austrália.
O próximo hit, "Be My Lover", chegou ao número 1 na Alemanha e Suécia, além de alcançar o Top 10 em catorze países europeus. "Be My Lover" foi número 1 no Hot Dance Club Play dos EUA em 1995 e subiu para o número 6 no Billboard Hot 100  no início de 1996. A música foi então relançada no Reino Unido e atingiu a posição número 25 no UK Singles Chart. O hit foi vencedor do prêmio ASCAP para a "música mais tocada nos EUA", além de vender 6 milhões de cópias no mundo inteiro. No Brasil, a música foi umas das mais executadas nas rádios daquele ano e também integrou a trilha sonora internacional da novela “A Próxima Vítima", uma sucesso televisivo desta época.
Melanie Thornton teve seu primeiro contato com o  sucesso nas paradas americanas como vocalista da grupo Le Click com o hit  "Tonight Is The Night", que alcançou número 68 na Billboard Hot 100. Esta música foi incluída no álbum “Sweet Dreams” (na versão dos EUA, lançado em 1996) e chegou ao número 28 na Billboard 200. Isto foi certificado com um platina duplo pela RIAA por ter vendido mais de 8 milhões de cópias no mundo inteiro.
Em 2000, Thornton deixou o grupo para seguir carreira solo. Ela foi substituída por Natacha Wright e o single "All I Want" foi lançado em abril do mesmo ano. Enquanto isso, Thornton estava subindo nas paradas alemãs com seu hit solo, "Love How You Love Me".
No final de 2001, Thornton foi convidada para gravar a música "Wonderful Dream (Holidays Are Coming)", especialmente para o comercial de Natal da Coca-Cola. Melanie estava promovendo seu álbum “Ready To Fly”, quando morreu em um acidente com o Voo Crossair 3597 em Bassersdorf, perto de Zurique, em 24 de Novembro de 2001. Após sua morte, o single tornou-se seu maior sucesso, alcançando o número 3 nas paradas alemãs.
Em novembro de 2002, um ano após a morte de Thornton, Frank Farian, produtor do La Bouche preparou um tributo à cantora, intitulado "In Your Life", uma canção que não tinha sido gravada. O single foi lançado mundialmente em 2002 e nos EUA em 2003. Ele chegou a posição número 9 no Hot Dance Club Play .

## Discografia

### Álbuns de estúdio
- 1995: Sweet Dreams - The Album
- 1997: A Moment of Love

### Singles
| Ano  | Título                                        | Posição         | Posição         | Posição         | Posição        | Posição         | Comentários                                        |
| Ano  | Título                                        | Alemanha        | Áustria         | Suíça           | Reino Unido    | Estados Unidos  | Comentários                                        |
| ---- | --------------------------------------------- | --------------- | --------------- | --------------- | -------------- | --------------- | -------------------------------------------------- |
| 1994 | Sweet Dreams Sweet Dreams                     | 8 (22 semanas)  | 3 (13 semanas)  | 5 (13 semanas)  | 44 (2 semanas) | 13 (32 semanas) | Lançamento: 15 de agosto de 1994 Vendas: + 250.000 |
| 1995 | Be My Lover Sweet Dreams                      | 1 29 semanas    | 3 (16 semanas)  | 5 (32 semanas)  | 25 (8 semanas) | 6 (38 semanas)  | Lançamento: 2 de março de 1995 Vendas: + 515.000   |
| 1995 | Fallin’ in Love Sweet Dreams                  | 13 (20 semanas) | 13 (12 semanas) | 13 (21 semanas) | 43 (2 semanas) | —               | Lançamento: 12 de junho de 1995                    |
| 1995 | I Love to Love Sweet Dreams                   | 21 (16 semanas) | 19 (9 semanas)  | —               | —              | —               | Lançamento: 27 de novembro de 1995                 |
| 1996 | Bolingo (Love Is in the Air)                  | 26 (14 semanas) | 19 (12 semanas) | 15 (8 semanas)  | —              | —               | Lançamento: 14 de outubro de 1996                  |
| 1997 | You Won’t Forget Me A Moment of Love / S.O.S. | 29 (20 semanas) | —               | —               | —              | 48              | Lançamento: 29 de setembro de 1997                 |
| 1998 | A Moment of Love A Moment of Love / S.O.S.    | 100 (1 semana)  | —               | —               | —              | —               | Lançamento: 30 de março de 1998                    |
| 1999 | S.O.S. A Moment of Love / S.O.S.              | 78 (9 semanas)  | —               | —               | —              | —               | Lançamento: 15 de fevereiro de 1999                |

## Integrantes
Atuais:
- Lane McCray (1994–2002, 2007–presente)
- Belle Johnson (2022–present)

Anteriores:
- Robert Haynes (1994)
- Melanie Thornton (1994–2000, falecida em 2001)
- Natascha Wright (2000–2001)
- Kayo Shekoni (2002, 2014–2015)
- Dana Rayne (2007–2014, 2022)
- Deidra Jones (2014–2015)
- Sophie Cairo (2015–2021)